# Vrijheidsvlam

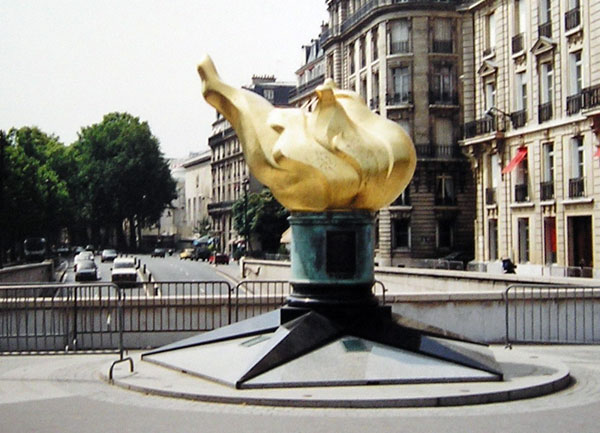
De Vrijheidsvlam op de place Diana

De Vrijheidsvlam (Frans: Flamme de la Liberté) is een beeld op de Place Diana in het 16e arrondissement van  Parijs. Het betreft een goudkleurige, bronzen replica uit 1987 van de vlam van het in 1886 opgerichte Vrijheidsbeeld in New York.

## Geschiedenis
Het beeld werd gemaakt ten tijde van de restauratie van het Vrijheidsbeeld in 1987 om de Frans-Amerikaanse vriendschap (opnieuw) te vieren. Het werd geplaatst op een gedeelte van de Place de l'Alma, dat sinds 2019 Place Diana ("Dianaplein") heet, aan de noordwestzijde van de Pont de l'Alma.
Na de dood van prinses Diana bij een verkeersongeluk in een nabije tunnel op 31 augustus 1997 werd de Vrijheidsvlam gezien als een monument voor de populaire prinses. Daardoor kreeg het enigszins vergeten beeld een nieuwe betekenis. Jarenlang – en ook nu nog – lieten bezoekers uit de hele wereld bloemen, cadeautjes, foto's, briefjes en andere eerbewijzen bij het monument achter.